# 山本ゆうじ
山本 ゆうじ（やまもと ゆうじ、1960年《昭和35年》3月8日 - ）は、日本の スポーツDJ、ラジオDJ、タレント、司会者、俳優、作詞家である。

## 略歴
東京都生まれ。父の仕事の関係から幼い頃から小学校は八丁堀から横浜、中学は横浜から茨城と各地に移り住む。寂しさを紛らわすために青春ドラマ、刑事ドラマに夢中になった。高校卒業後に一旦は調理師を目指すが、休日に観た映画『「ロッキー」』に感動し役者を志し劇団「ひまわり」に入団（同期には柳葉敏郎がいて、当時の柳葉のニックネームを“ジョニー”とつけたのは山本）。母は若い頃に俳優の家に出入りしていて大の洋画好きであり映画音楽ファンだった。その影響からか『第3の男』や『ロミオとジュリエット』などセンチメンタルな曲が好きだった。
劇団ひまわりで俳優時代、100以上のオーディションを受け、『翔んだカップル』『ただいま放課後』など青春ドラマに出演。また、NHK大河ドラマ『獅子の時代』、黒澤明『影武者』などの時代劇にも端役で出演。しかしなかなか芽が出ず、渋谷などの街を歩いていると世はアメリカンPOPSが全盛でDJブーム。「渋谷、六本木あたりのBAR、CAFE、居酒屋にはDJが音楽を流し喋っていた。とにかくかっこ良かったし、喋る仕事をしたくなった」という。
5年間の俳優生活を終え渋谷のBAR「ROXY」を皮切りに様々な店を回り、音楽、映画などの知識を付けていった。また、コピーライター養成講座や絵画などを習い感覚を磨いていく。

### 1990年代にSportsDJのスタイル確立
1989年にビーチバレー国際大会が八景島で行われることになり、バレーボール（高校時代）経験者の山本が抜擢され、自身も含め日本のスポーツ会場に初めてDJが入る。山本は会場でレコードのターンテーブルを持ち込み、CDと合わせ音楽とトークのコラボを企画した。「それまでのスポーツ会場は静かな雰囲気だった。僕が見たアメリカ映画では会場はとにかくにぎやかで楽しい。それを再現したかった。公開ラジオの雰囲気からヒントを得たんだ。」。こうしたパフォーマンスが評判になっていく。
1991年、サッカーチームJR古河（現JEF千葉）の専属DJとなる。
1992年、Jリーグ開幕時にはJEFホーム会場での会場FM実況を担当。以降、柏レイソル、鹿島アントラーズ、モンテディオ山形、横浜FC、ザスパ草津などのDJを担当。当時『サウンドトラック'93』（東京FM出版）などを発表し映画評論家としても活動していたが、スポーツDJの仕事が忙しくスポーツに専念することとなる。ビーチバレーの日本一を決める「ビーチバレージャパン」は1990年から20年間DJを務めた。その他、学生選手権ぴあCUP、プロツアーJBV大会など多くの大会を経験。“山本ゆうじは夏の男”のイメージを決定づけた。
（2015年、5年ぶりにビーチバレーサテライト大会で復帰。また、友人である西村晃一選手の“save the beach"イベントでは毎年エキジビションゲームを進行している。）
1999年に念願のバレーボールワールドカップ公式DJとしてV6の坂本昌行と共に会場を盛り上げ、以降、2007年と2011年は海外戦の進行DJを担当し、2015年には自身3大会目の海外戦担当に決定した。
1993年、映画音楽好きが講じて初の著書『サウンドトラック・ストーリー』（東京FM出版）を出版。（パンフレットやレコード、CDなど一万枚を所有し、映画音楽のDJとしても2008年「東京国際映画祭」などで活動している。）
1993年、神奈川県葉山海岸のライフセーバーだった高橋啓一（のちの博報堂勤務）から山本に「ライフセーバーの大会を盛り上げてもらえないだろうか?」と連絡があった。話を聞いている内に人命救助の為に己を鍛え、各クラブで切磋琢磨しているライフセーバーの存在に胸を打たれた山本はオファーを快諾。以降、24年間継続し2017年も大会MC、DJを担当している。「80年代僕らは湘南に車で行って遊ぶのが主流。毎週のように湘南に遊びに行き彼らの存在は知っていたがその精神の深さ、行動は半端なかった。彼らを知ってからは“命の大切さ”を常に意識する。ライフセーバーと話すときに僕は命を意識する。それを観客に伝えたい」（山本）

### 2000年代
2003年、「湘南オープンウオーターOWS大会」のDJを始める。「近い将来絶対にメジャーになる」と直感した山本は2001年からOWS主催者に直訴し会場MCを担当。湘南では2017年で14回目の会場DJやMCを担当し、その実績を買われOWS国内最高峰の「日本選手権」を2015年から担当。会場が館山からお台場に移行した2016年・2017年と連続で会場を盛り上げている。
2005年よりオリジナルソングのLIVE活動も始めている。
2007年、東京で30,000人参加の「東京マラソン」の会場MC・DJに抜擢される。この前代未聞のマラソン大会にバレーボールワールドカップで好評を得た山本ゆうじが指名された。「それまで市民大会は経験あるけど、30000人は桁違い。だけど幼少から親しんだ街並みがコースだから楽しかった」と語る山本はキャリアのすべてを投入する意気込みで“yes!TOKYO!”と参加者に連呼させスタート会場はあっという間に一体化した。コースに流れる7時間分の選曲も一気に担当した。
「幼い頃から東京の中心地を歩いていた僕にとって東京中を自由に走る光景は夢のようだった。東京ってのいうのは23区はみんな独立して機能しているからコラボなんて必要ないのよ。築地の人は原宿には行かない、そんな感じ。でも、このマラソンによってようやく一体化した、これも時代だね。ましてやオリンピアンの有森裕子さんのラストランを実況する、僕はつくづく幸せな男だ、と思ったよ」と語る山本。奇しくも有森裕子のラストランとも重なり会場はあふれんばかりの観客でごった返し大会は大成功に終わり、以降山本は2020年まで「東京マラソン」会場DJとして盛り上げている。その後、有森とは、代表を務めるスペシャルオリンピックス（知的障害者のスポーツ大会）の派遣費を募る「エールラン」の総合司会を担当し2017年もお台場MEGAwebで総合司会を担当。
2017年、北海道初のバレーボール男子プロチーム「ヴォレアス北海道」がVリーグに参戦することでチームDJとして長年のキャリアを誇る山本ゆうじにオファーがあり快諾。Vリーグでのチーム専属DJは、警視庁、NECブルーロケッツ以来3チーム目になる。2017年8月5日、香港のクラブチーム「ドラゴン」を迎え旭川体育館で行われたエキジビションマッチで「ヴォレアス北海道」が勝利。2000人の観客の中、山本ゆうじが会場を盛り上げた。
2018年10月、NHK『グッとスポーツ』(ビーチバレー編)スポーツDJとして初で本人DJとして出演。

#### 2020年
- ハンドボール日本リーグ「大崎電機OSOL」専属チームDJ
- 「3&3mixed volleyball world cup」公式MC,DJ
- ビーチバレー「RAIZIN CUP」会場MC,DJ(宮下パーク)
- 「スポーツの日記念イベントin駒沢オリンピック公園」
- 男女ホッケーのエキシビションマッチの会場MC,DJ
- ハンドボール日本リーグ「大崎電気 vs 琉球コラソン」会場MC,DJ
- ビーチバレーボール公式戦「品川オープン」(大森)会場MC
- 東京都市立町田第一小学校校内イベントMC

#### 2021年
- 「淡路島ビーチフラッグス大会」MC,DJや
- 日本ハンドボールリーグ「大崎電機OSOL」専属チームMC,DJ

徹底した選手への取材から展開される会場MCに定評があり、様々な種目/選手と深い交流がある。 SportsDJ/MC 育成「山本塾」を開催中。 海の環境問題に取組む横浜ビー チバレー連盟理事。
FM大阪で放送されているホラン千秋の番組『DRIVING Music TRANSPORTATION』でアスリートをゲストブッキング。

#### 2022年
- 東京マラソン2022 フィニッシュ担当
- フィンスイミング日本選手権
- 東京2020「ホッケーインドア立飛イベント」
- 全日本ライフセーバープール選手権
- 日本ハンドボールリーグ「大崎電機OSOL」ホームゲーム

#### 2023年
- 東京マラソン2023
- 横浜マラソン2023
- 天童ラ・フランスマラソン2023
- 東京ヴェルディ女子ホッケー
- 男子ハンドボール「大崎電機OSOL」チームMC
- スノーバレー白石蔵王大会」
- 品川区イベント「ボッチャ」
- フィンスイミング全日本選手権
- 湘南オープンウオーター
- 第49回全日本ライフセービング選手権
- JBVビーチバレー清水カップ

#### 2024年
- 東京マラソン2024 フィニッシュMC（同大会開幕から16回目の担当）
- ハンドボール男子「大崎電機OSOL」ホームゲームMC

FMラジオ30年ぶりに復活！”コマラジ”（狛江FM）4月から毎週(木)PM16～18レギュラー決定！スポーツと映画を担当。

## 仕事のモットー
選手や対象となるゲストへのリスペクト、観客やリスナーへの気配り、DJパフォーマーとしての存在感、の3つからなる「トライアングル理論」。愛犬のDAXチャーリーをこよなく愛す。

## 主なsportsDJ活動歴

### ビーチバレー
- 横浜開港130周年ビーチバレー国際大会
- ビーチバレージャパン
- ファイテンJBVツアー
- ピアカップ学生選手権

### バレーボール
- ワールドカップ1999, 2007, 2011, 2015年（同大会で4回のDJ は史上初めて）
- グラチャン2003、2005〜2013年 大会公式会場MC ,DJ
- ワールドリーグ2007、2008年
- ミキプルーン学生選手権2002，2003，2007年
- NECブルーロケッツDJ
- 2008〜2009年 Vリーグ男女決勝
- 世界選手権バレー  2010、2014年：2大会公式会場MC ,DJ（日本戦、海外戦含め200試合以上の会場盛り上げを担当しているのは山本ゆうじのみ）
- ヴォレアス北海道
- KUROBEアクアフェアリーズ

### バスケットボール
- JBL1999、2000年
- 東京アパッチ2008年
- Bリーグ「アースフレンズ東京Z」チームDJ 2015～2017年

### Jリーグ
チームDJとして
- JFEユナイテッド
- モンテディオ山形
- ザスパ草津

### ライフセーバー
- 全日本選手権
- 学生選手権

### マラソン
- 東京マラソン公式DJ 2007～2018年
- かすみがうらマラソン
- 天童ラ・フランスマラソン
- 長崎ハウステンボスマラソン

### オリンピック
- 1996 アトランタオリンピック取材
- 2004 アテネオリンピック取材

### イベント司会
- 「エルム街の悪夢」映画記者会見
- 2008北京オリンピック日体大壮行イベント
- 東京オリンピック招致サポーター大集合

### ラジオ
- サウンドトラック・ストーリー（東京FM）
- Jリーグスタジアム（BAY-FM）

### テレビ
- RED BULLワールドエアーレース実況(J-sports)
- SOFTBARK Jリーグ速報(J-sports)